# Rainis-und-Aspazija-Sommerhaus

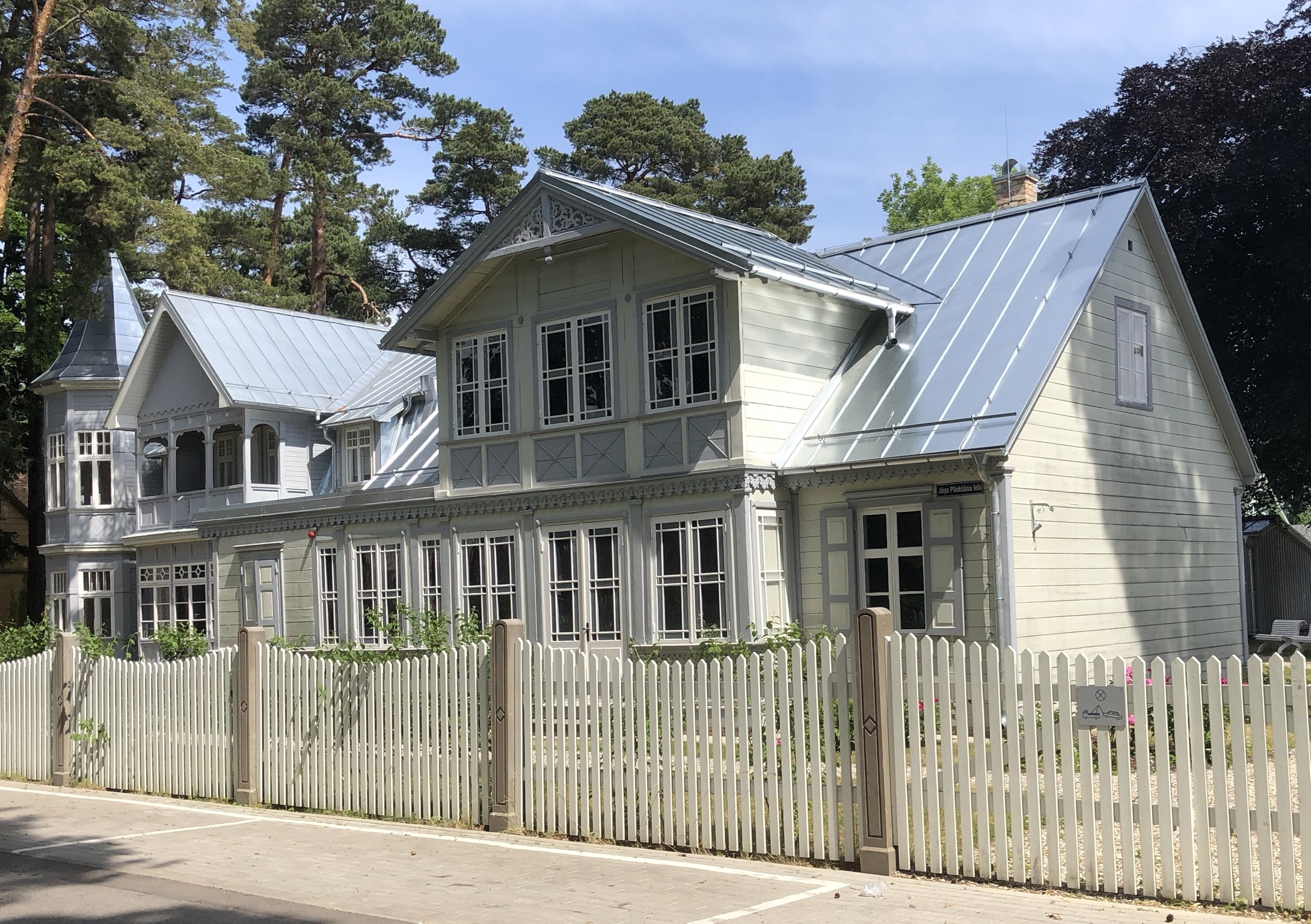
Rainis-und-Aspazija-Sommerhaus, 2018

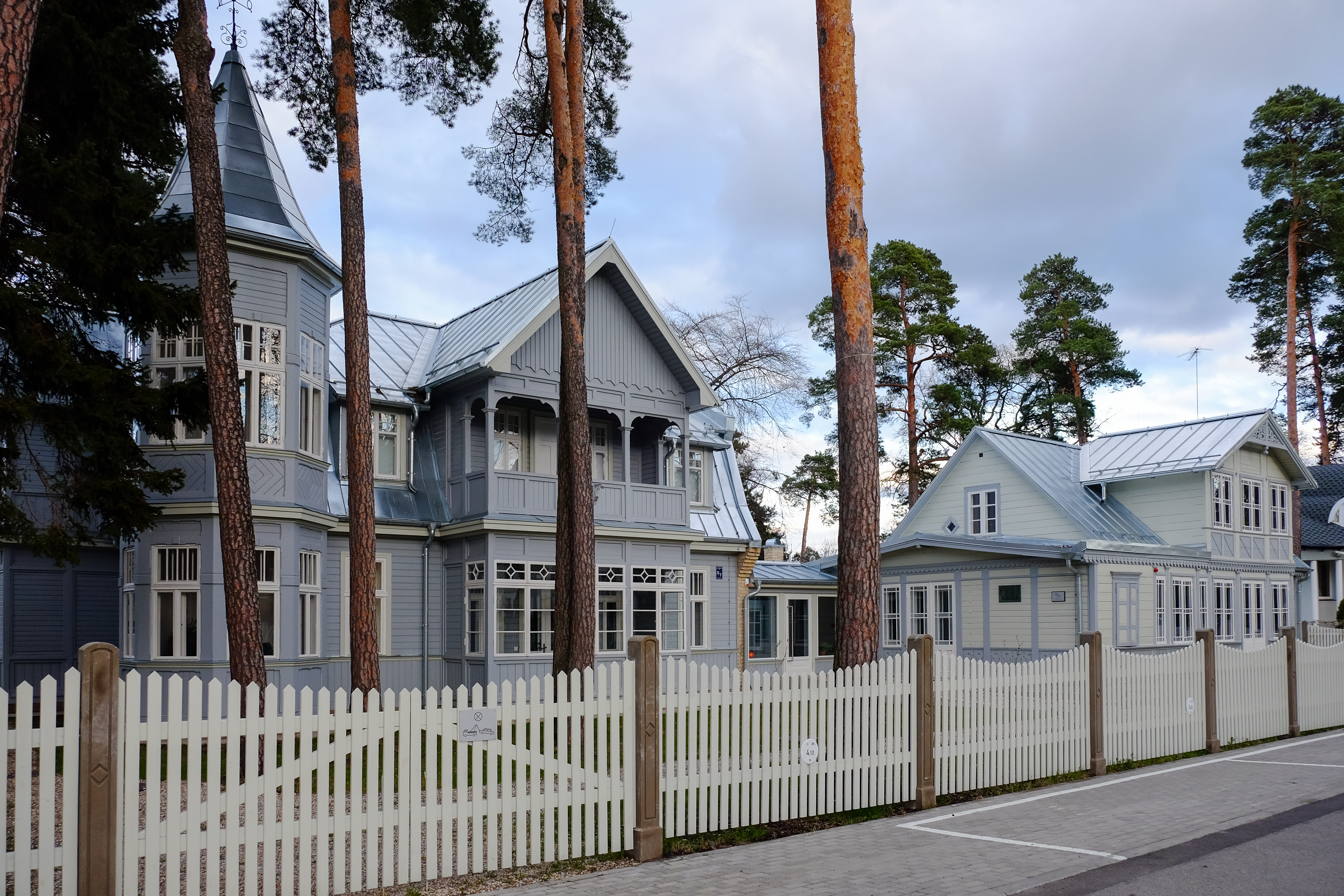
Blick von Nordwesten, 2017

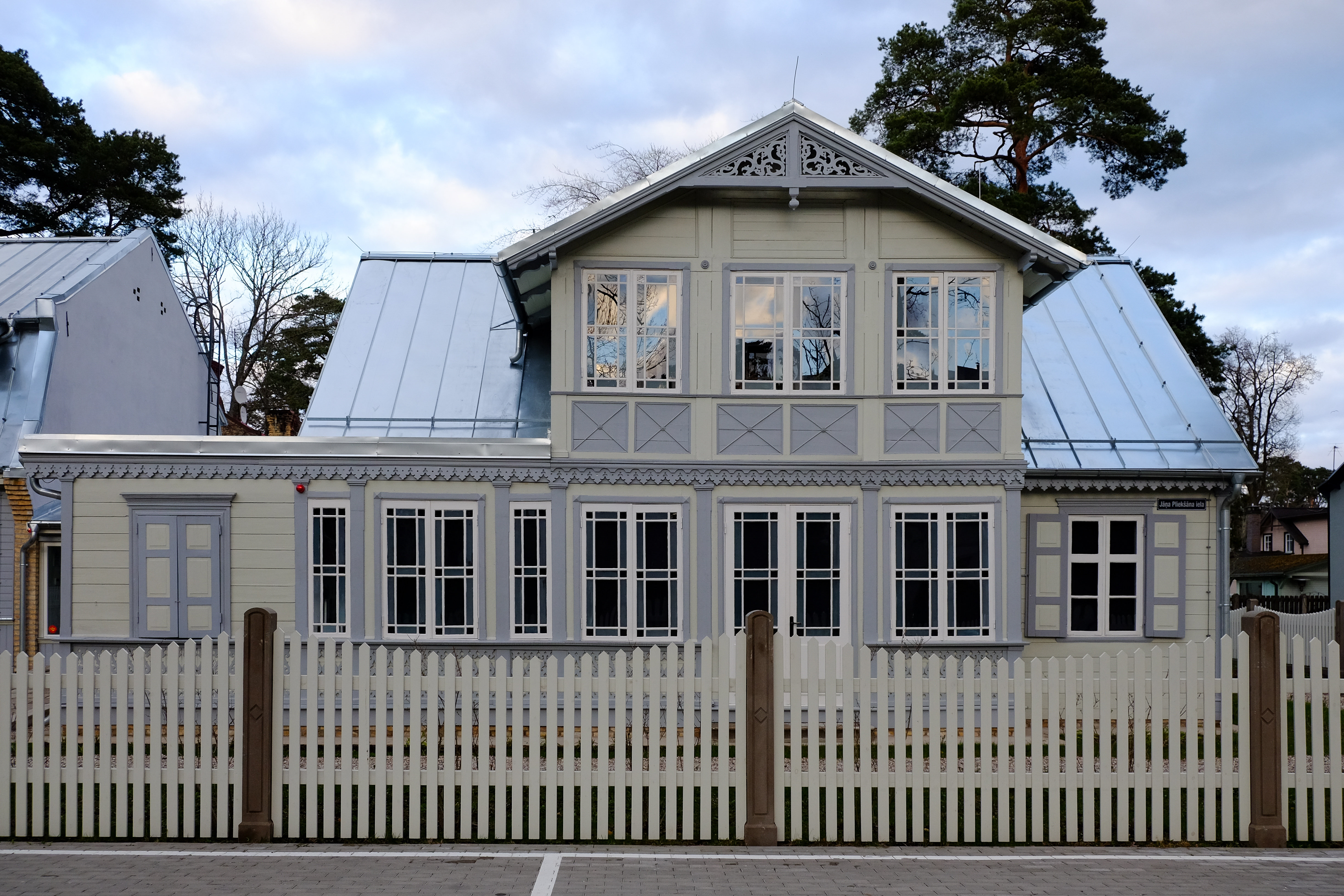
Straßenseite

Das Rainis-und-Aspazija-Sommerhaus (lettisch Raiņa un Aspazijas vasarnīca) ist ein Literaturmuseum in der lettischen Stadt Jūrmala. Das denkmalgeschützte Haus gehörte zeitweise dem bekannten lettischen Dichterpaar Rainis und Aspazija, deren Leben und Werk im Museum behandelt werden.

## Lage
Es befindet sich im Ortsteil Majori in der Jāņa Pliekšāna iela 5. Etwa 250 Meter nördlich befindet sich der Strand (lett. jūrmala = „Meeresrand“) der Rigaer Bucht und ungefähr 200 Meter südlich die geschäftige Jomas iela.

## Architektur und Geschichte
Das eingeschossige hölzerne Sommerhaus entstand im späten 19. Jahrhundert. Im Herbst 1926 erwarb es der Dichter Rainis, der hier von 1927 bis 1929 gemeinsam mit Aspazija lebte. Rainis verstarb hier am 12. September 1929. Das Haus war der Entstehungsort seiner letzten Werke.
Nachdem 1945 beschlossen worden war, das Haus zum Museum umzugestalten, wurde dieses 1949 eröffnet und 1969 um zwei benachbarte Gebäude erweitert – ein weiter hinten im Garten stehendes Steinhaus sowie ein hölzernes Jugendstilgebäude vom Anfang des 20. Jahrhunderts. Ende August 2016 wurde eine Renovierung des Museums abgeschlossen. 
Seit dem 29. Oktober 1998 ist das Haus unter der Nummer 37 im lettischen Denkmalverzeichnis eingetragen.